# Oxysternon macleayi
Oxysternon macleayi là một loài bọ cánh cứng trong họ Bọ hung (Scarabaeidae).